# Ghat Manikarnika
Manikarnika (in hindī मणिकर्णिका घाट) è un ghat che si trova lungo il fiume Gange a Varanasi nello stato indiano dell'Uttar Pradesh. È uno dei luoghi di cremazione più antichi e sacri di tutto l'induismo; i fedeli credono che morire qui porti alla liberazione (mokṣa) dal ciclo delle reincarnazioni (saṃsāra). Mentre nelle altre città i crematori si trovano, per ragioni sanitarie, fuori dal centro abitato, Manikarnika è situato nel centro città, tra il Ghat Dashashwamedh e lo Scindia.

## Storia

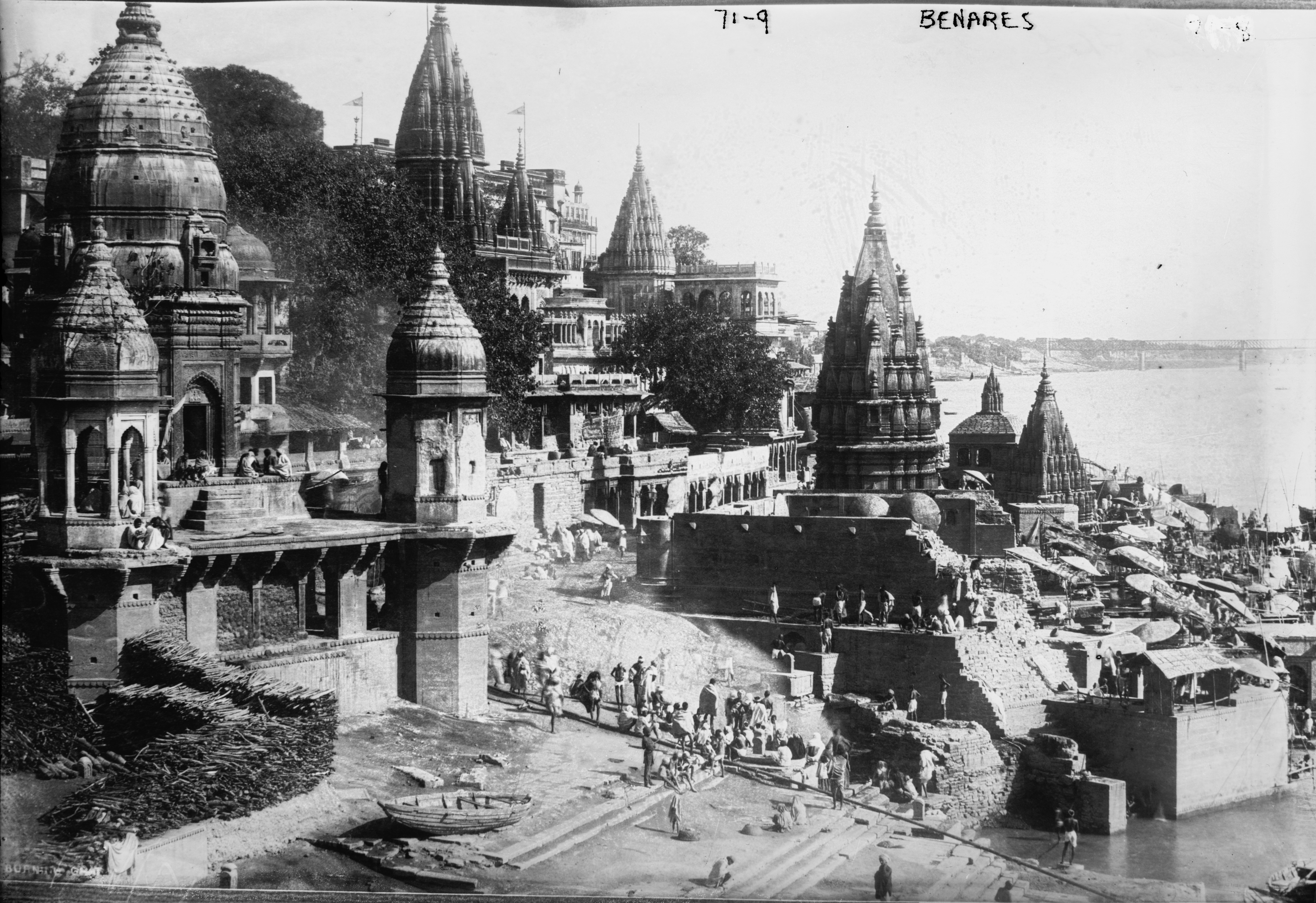
Il ghat nel 1922.

La più antica menzione di Varanasi come luogo sacro in cui morire è un'iscrizione risalente al VIII secolo secondo cui la gente "viene da lontano per vivere, morire e raggiungere moksha". Manikarnika, invece, è citato come luogo di cremazione sacro nel Narada Purana, datato non prima del XII secolo.
La costruzione del ghat risale al 1302 e fu il primo realizzato in pietra. Fu riedificato per ben due volte: prima nel 1735 e poi nel 1791. Nel 1912, una piattaforma di cemento fu posta alla sommità della gradinata, creando nuovo spazio per le pire, poiché durante la stagione dei monsoni l'acqua sommerge la quasi totalità del ghat, rallentando in maniera problematica il ritmo delle cremazioni.

## La leggenda

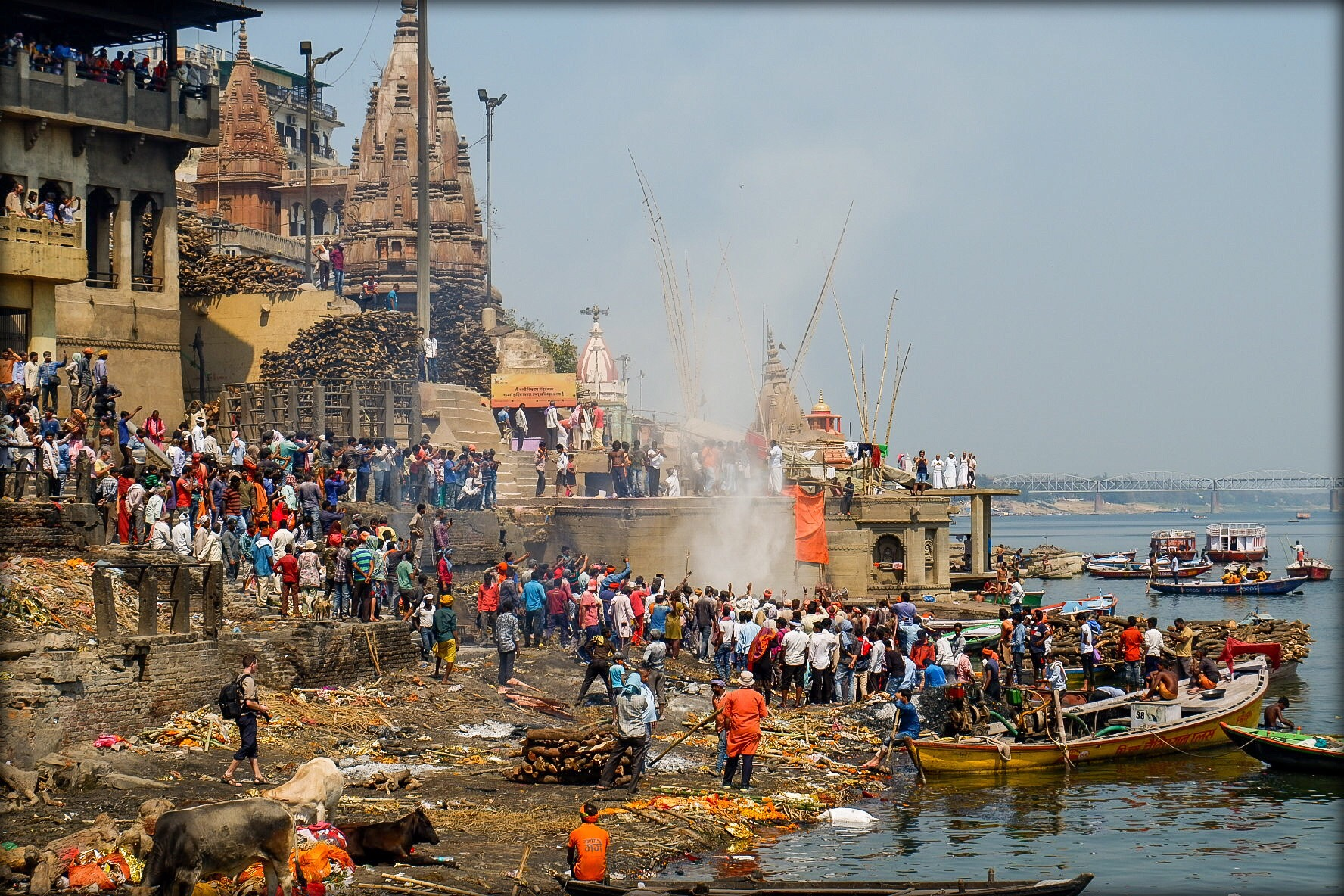
Funerali presso il ghat, 2019

Le leggende che circondano questo luogo, a meno di piccole variazioni, sono due.
La prima narra che Shiva e la sua consorte Parvati stavano facendo il bagno nel Gange. Ad un tratto Parvati si accorse di aver perso un prezioso orecchino. Shiva chiese a Visnù di recuperarlo. Quest'ultimo iniziò a scavare in profondità e riempì inavvertitamente la cavità con il proprio sudore. Shiva, grato dell'aiuto di Vishnu, decise di dedicargli questo luogo. La cavità fu poi trasformanta in una piscina e viene ora chiamata Cakra-Pushkarini Kund o Manikarnika Kund.
La seconda leggenda, narrata nel Kashi Kanda all'interno dello Skanda Purāṇa racconta che un tempo esistevano solo il brahman, informe e immateriale, Shiva e Parvati. Shiva decise di creare un altro essere con cui condividere il peso della creazione dell'universo. Così generò Visnù, onnisciente, il cui respiro creò i Veda. Quest'ultimo scavò una buca e la riempì di tutte le privazioni che sopportò nei 50 000 anni di meditazione che impiegò per costruire l'universo. Alla fine della creazione Shiva e Parvati tornarono a Manikarnika e videro Visnù bruciare nel fuoco dell'ascetismo. Shiva ne fu talmente soddisfatto che, tremando per l'emozione, perse un orecchino che finì nella buca.
Il nome del ghat sarebbe appunto una combinazione della parole sanscrite "gioiello" e "orecchio".
Ogni anno, quando la piena del fiume riempie la piscina di fango, questa viene metaforicamente riscavata rimuovendo il fango, viene pulita e dipinta con colori sgargianti.
In questo luogo, alla sommità dei gradini, sono conservate le impronte di Visnù (chiamate Charanapaduka) scolpite in lastre di marmo.

## Significato
I fedeli indù credono che lo spirito umano trovi la liberazione (mokṣa) dal ciclio delle reincarnazioni (saṃsāra), se viene cremato qui, perciò molti anziani decidono di trascorrervi gli ultimi giorni della propria vita. Nella religione induista, la morte è considerata solo un passaggio ad una nuova vita che è il risultato delle azioni passate (karma).
Manikarnika è il luogo dove, secondo una delle tradizioni, venne creato il mondo e dove i cinque elementi (terra, acqua, fuoco, aria e etere) giungeranno come cadaveri alla fine dei tempi. Solo la città di Varanasi sopravviverà alla distruzione, manifestandosi come pura luce. Questi eventi appartengono ad un eterno presente presso Manikarnika e morire qui significa prendere parte a questi eventi.
Nel ghat è conservata la fiamma eterna che viene utilizzata per accendere le pire.

## I Dom

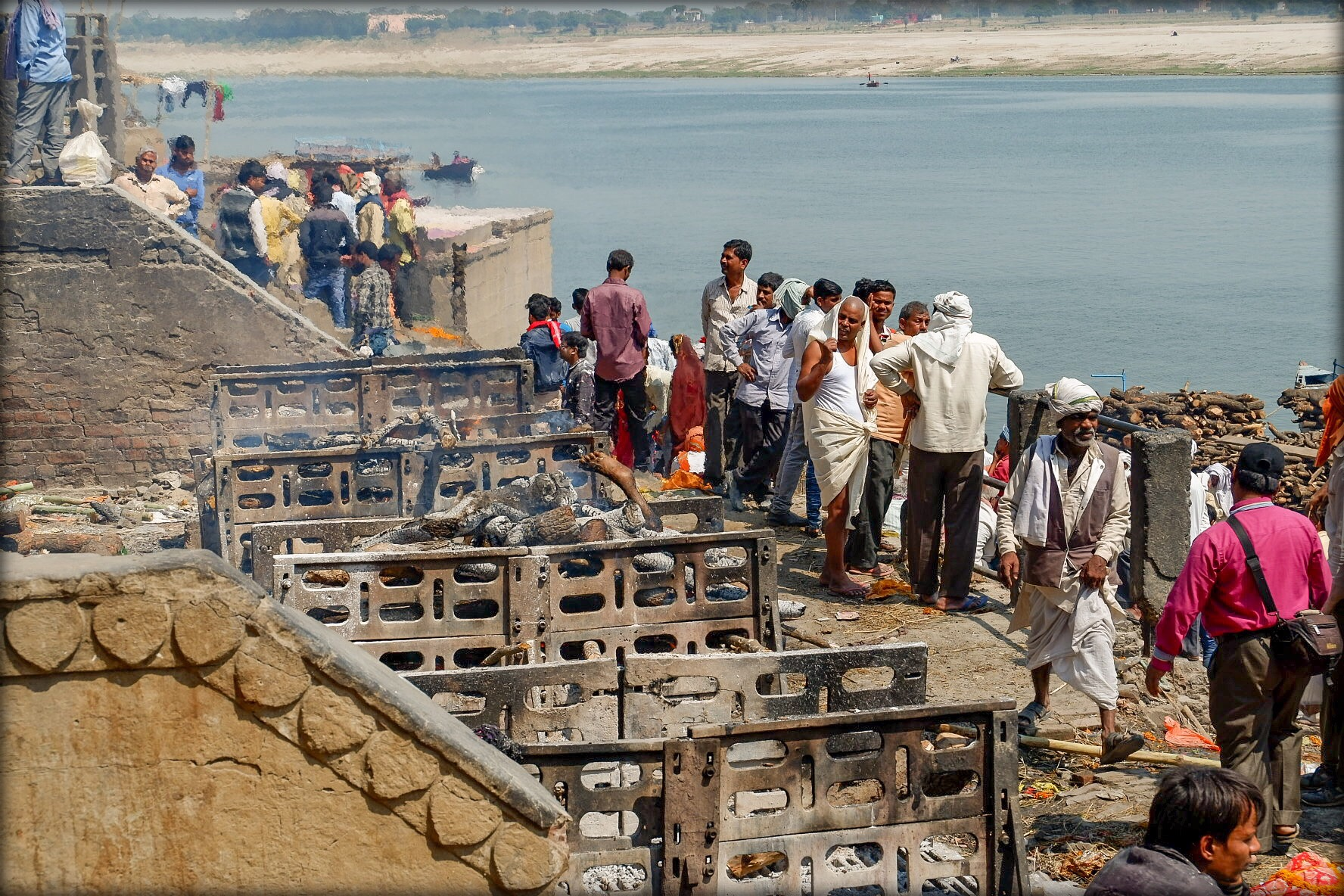
Pire funerarie presso il ghat, 2019.

I Dom, una comunità di circa 500 individui, appartengono alla casta degli intoccabili e gestiscono ogni aspetto delle cremazioni nel ghat. Si occupano di acquistare la legna, preparare le pire e si accertano che le cremazioni consumino interamente i cadaveri. Quando un corpo viene portato al ghat, la famiglia concorda con il Dom officiante il prezzo e la qualità della legna e degli ornamenti, l'ammontare della tassa sulla cremazione in base alla disponibilità della famiglia del defunto. A causa della propria casta i Dom non possono intraprendere altre carriere lavorative e l'impiego al ghat viene tramandato di padre in figlio. I ricavi generati dalle cremazioni sono ingenti, tanto che il capo della comunità vive in un ampio palazzo con vista sul Gange.
I Dom sono responsabili di mantenere il fuoco eterno sempre acceso.